# Pruillé-l'Éguillé
Pruillé-l'Éguillé és un municipi francès situat al departament del Sarthe i a la regió de País del Loira. L'any 2007 tenia 703 habitants.

## Demografia

### Població
El 2007 la població de fet de Pruillé-l'Éguillé era de 703 persones. Hi havia 292 famílies de les quals 93 eren unipersonals (39 homes vivint sols i 54 dones vivint soles), 82 parelles sense fills, 109 parelles amb fills i 8 famílies monoparentals amb fills.
La població ha evolucionat segons el següent gràfic:
Habitants censats

### Habitatges
El 2007 hi havia 402 habitatges, 299 eren l'habitatge principal de la família, 62 eren segones residències i 41 estaven desocupats. 379 eren cases i 14 eren apartaments. Dels 299 habitatges principals, 224 estaven ocupats pels seus propietaris, 68 estaven llogats i ocupats pels llogaters i 7 estaven cedits a títol gratuït; 4 tenien una cambra, 29 en tenien dues, 67 en tenien tres, 87 en tenien quatre i 112 en tenien cinc o més. 218 habitatges disposaven pel capbaix d'una plaça de pàrquing. A 129 habitatges hi havia un automòbil i a 137 n'hi havia dos o més.

### Piràmide de població
La piràmide de població per edats i sexe el 2009 era:
| Homes | Edats   | Dones |
| ----- | ------- | ----- |
| 0     | 95 o +  | 0     |
| 0     | 90 a 94 | 0     |
| 4     | 85 a 89 | 4     |
| 4     | 80 a 84 | 8     |
| 20    | 75 a 79 | 32    |
| 12    | 70 a 74 | 16    |
| 24    | 65 a 69 | 28    |
| 12    | 60 a 64 | 8     |
| 4     | 55 a 59 | 4     |
| 12    | 50 a 54 | 28    |
| 16    | 45 a 49 | 12    |
| 24    | 40 a 44 | 8     |
| 24    | 35 a 39 | 12    |
| 4     | 30 a 34 | 24    |
| 24    | 25 a 29 | 8     |
| 20    | 20 a 24 | 20    |
| 12    | 15 a 19 | 8     |
| 28    | 10 a 14 | 4     |
| 8     | 5 a 9   | 12    |
| 24    | 0 a 4   | 4     |

## Economia
El 2007 la població en edat de treballar era de 425 persones, 319 eren actives i 106 eren inactives. De les 319 persones actives 300 estaven ocupades (159 homes i 141 dones) i 20 estaven aturades (7 homes i 13 dones). De les 106 persones inactives 43 estaven jubilades, 34 estaven estudiant i 29 estaven classificades com a «altres inactius».

### Ingressos
El 2009 a Pruillé-l'Éguillé hi havia 316 unitats fiscals que integraven 754 persones, la mediana anual d'ingressos fiscals per persona era de 17.680 €.

### Activitats econòmiques
Dels 21 establiments que hi havia el 2007, 1 era d'una empresa alimentària, 3 d'empreses de fabricació d'altres productes industrials, 5 d'empreses de construcció, 2 d'empreses de comerç i reparació d'automòbils, 1 d'una empresa financera, 4 d'empreses immobiliàries, 2 d'empreses de serveis, 1 d'una entitat de l'administració pública i 2 d'empreses classificades com a «altres activitats de serveis».
Dels 7 establiments de servei als particulars que hi havia el 2009, 1 era un taller de reparació d'automòbils i de material agrícola, 1 paleta, 1 guixaire pintor, 1 fusteria, 1 lampisteria, 1 electricista i 1 perruqueria.
Dels 2 establiments comercials que hi havia el 2009, 1 era una botiga de menys de 120 m² i 1 una fleca.
L'any 2000 a Pruillé-l'Éguillé hi havia 34 explotacions agrícoles que ocupaven un total de 624 hectàrees.

## Equipaments sanitaris i escolars
El 2009 hi havia una escola elemental integrada dins d'un grup escolar amb les comunes properes formant una escola dispersa.

## Poblacions més properes
El següent diagrama mostra les poblacions més properes.